# Церква Успіння Пресвятої Богородиці (Яблунів, ПЦУ)
Церква Успіння Пресвятої Богородиці в Яблуневі — парафія і храм православної громади Гусятинського деканату Тернопільсько-Теребовлянської єпархії Православної церкви України в селі Яблуневі Копичинецької громади Чортківського району Тернопільської области.
Оголошена пам'яткою архітектури місцевого значення (охоронний номер 1866)

## Історія церкви
Церква збудована в 1875 році завдяки підтримці пані Фльорентини Ценської.
У 1987 році під керівництвом священника Романа Левенця та парафіян було проведено зовнішній ремонт храму. У 1991 році, також за ініціативи о. Романа Левенця, виконано художній розпис.
У наступні роки храм продовжували оновлювати:
- 2003: Лука Зеновій Битковський виготовив престіл, жертовник і тетрапод.
- 2004: встановлено нову огорожу.
- 2007: перекрито дзвіницю.
- 2011: будівлю перекрито заново та встановлено три нові хрести. Цього ж року жителька села Надія Матіяш сприяла будівництву каплички на честь Божої Матері.

У листопаді 2011 року відбулася урочиста Служба Божа, яку очолив єпископ Тернопільський і Теребовлянський Павло у співслужінні з 17 священниками.

## Парохи
- о. Фасієвич (1916—1924),
- о. Володимир Величковський (1924—1940),
- о. Чорний (1940, висланий до Сибіру),
- о. Веселина (1940—1941),
- о. Бехтеловський (1941—1943),
- о. Білинський (1943—1955),
- о. Горинь (1956—1970, засуджений на 7 років),
- о. Роман Сливка (1970—1971),
- о. Гордійчук (1972—1985),
- о. Роман Левенець (від 1985).